# Histoire de Naxos
Pour les articles homonymes, voir Naxos (homonymie).
Naxos (en grec ancien et moderne : Νάξος) est une île grecque de la mer Égée appartenant aux Cyclades. Elle est la plus grande et la plus haute île de l'archipel.
La cité naxienne (adjectif associé au nom Naxos dans l'Antiquité) fut puissante à l'époque archaïque et prospère durant l'Empire byzantin. Elle fut le centre du duché de Naxos, le dernier État latin à résister à l'avancée ottomane.

## Préhistoire
Naxos fut habitée dès le quatrième millénaire av J.-C. Les premières traces d'occupation ont été découvertes dans la « grotte de Zeus », sur le mont Zas. Sa population, nombreuse, était répartie dans de petits habitats, sur le côté abrupt et moins fertile, mais mieux défendable, de l'île (l'est et le sud), en contact avec l'archipel des petites Cyclades, comme à Panormos. Un des habitats les mieux connus est celui de Grotta, à côté de Náxos. Il a donné son nom à l'une des périodes de la civilisation cycladique, le Cycladique Ancien I (3200 - 2800) dite « Grotta-Pélos ». Il était de type proto-urbain avec des maisons carrées soigneusement construites. Une céramique très riche y a été découverte. De nombreuses nécropoles ont aussi été fouillées sur l'ensemble de l'île, livrant des vases en marbre et des poteries, des objets en métal et des « idoles cycladiques ».

## Périodes minoenne et mycénienne
Au cours du deuxième millénaire av J.-C., Naxos passa sous la domination crétoise, puis après 1400 av J.-C. sous la domination mycénienne. La population se déplaça vers le nord-ouest, vers la Grèce continentale, dans la direction du pouvoir. Grotta était alors une vaste cité et les cimetières d'Aplomata et Kamini furent utilisés tout au long de la période. L'île, au croisement des routes commerciales de l'Égée, était prospère grâce à son marbre et à son émeri.

## Siècles obscurs
Les Ioniens arrivent sur l'île. Naxos est gouvernée par un roi. C'est une monarchie de type homérique. La période allant de 1200 à 800 av. J.-C.  est très mal connue. L'île connaît une période de grande prospérité à partir du VIIIe siècle av. J.-C.

## Apogée durant les périodes géométrique et archaïque

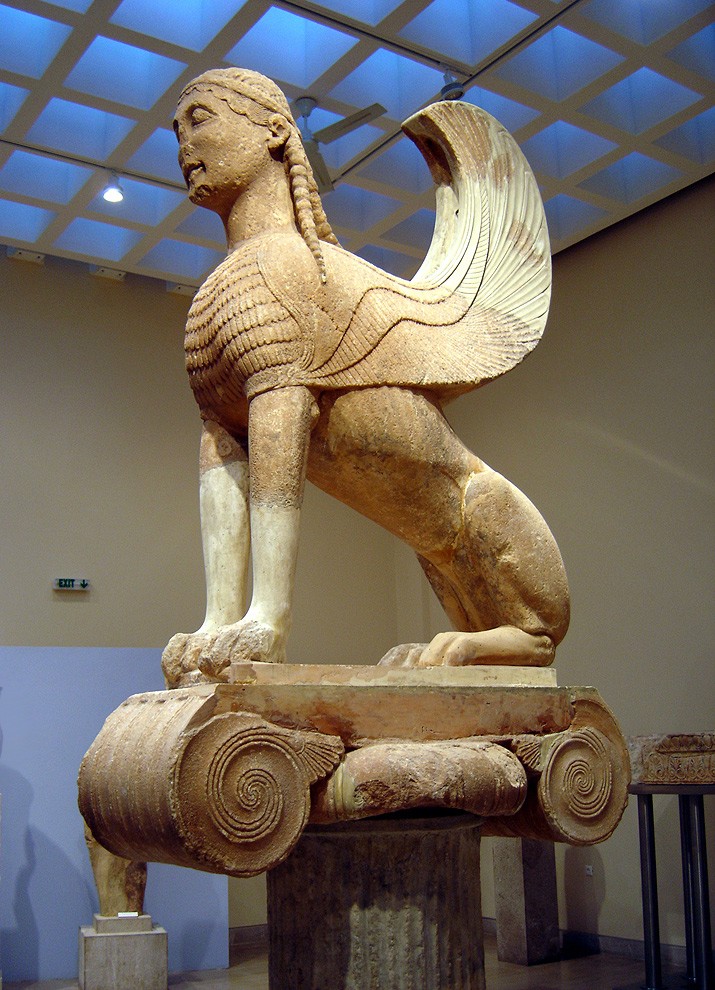
Sphinx des Naxiens à Delphes

Selon Hérodote (Enquêtes, V, 28), Naxos surpassait alors « toutes les autres îles en prospérité ».
Aux VIIIe et VIIe siècles av. J.-C., Naxos était une société oligarchique gouvernée par les riches familles des « Gras » qui résidaient sur la colline de Náxos et dans les villages au centre de l'île. L'île étendit sa puissance sur sa voisine Amorgós où elle contrôlait les cités d'Arkesini et Aighiali. Elle participa au mouvement de colonisation vers le milieu du VIIIe siècle en prêtant des navires à Chalcis qui envoyait des colons en Sicile. Le nom de Giardini-Naxos en porte encore le souvenir.
Naxos était alors en guerre continuelle avec sa voisine Paros et la ville de Milet en Asie Mineure. Très prospère, l'île devait sa puissance économique à son marbre (d'où la concurrence avec Paros) et à son émeri. Elle exprima sa puissance par une « politique d'Apollon », centrée sur Délos où elle construisit de nombreux bâtiments et où elle offrit la célèbre terrasse des lions. Elle se montra aussi à Delphes avec le sphinx des Naxiens. Elle installa le culte d'Apollon sur Amorgós et dans le sanctuaire béotien de Ptoïon. Ce dieu fut aussi alors associé au culte de Déméter sur le site naxiote d'Yria (ou Gyroulas), près de Sangrí (temple de Sangri). Et au même moment, la construction d'un grand temple dédié à Apollon commença sur l'îlot de Palatia dans le port de l'actuelle Chóra. Seule la grande porte monumentale subsiste de nos jours : elle constitue le principal symbole de Naxos.

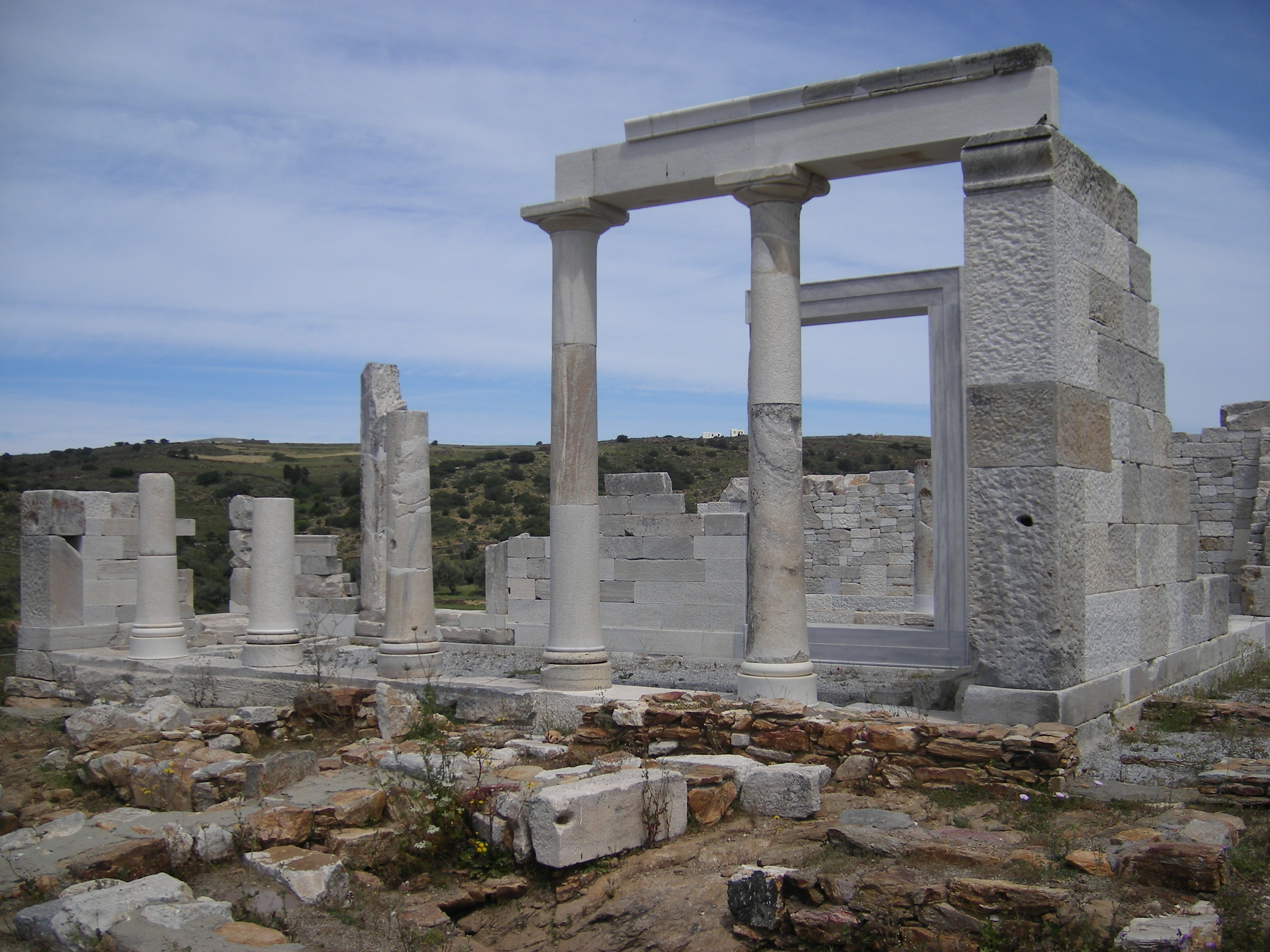
Temple de Démeter à Sangrí

Il semblerait que l'île ait aussi joué un rôle important dans l'architecture des temples antiques et dans le passage de constructions en granit à des constructions en marbre. Les deux architectes, sculpteurs et maçons naxiotes, Byzès et son fils Evergos, sont traditionnellement considérés comme les premiers à avoir réalisé des tuiles en marbre. Le temple de Dionysos à Iria, fouillé depuis 1986, est une étape importante du passage du granit au marbre pour la construction des temples.
Vers 540 av. J.-C., des désordres politiques amenèrent à une révolte populaire contre les « Gras ». Un noble, Lygdamis, en profita pour créer une tyrannie avec l'aide du tyran d'Athènes Pisistrate. Il fut chassé du pouvoir par les Lacédémoniens vers 524 av. J.-C. qui instaurèrent une oligarchie,.

## Périodes classique et hellénistique

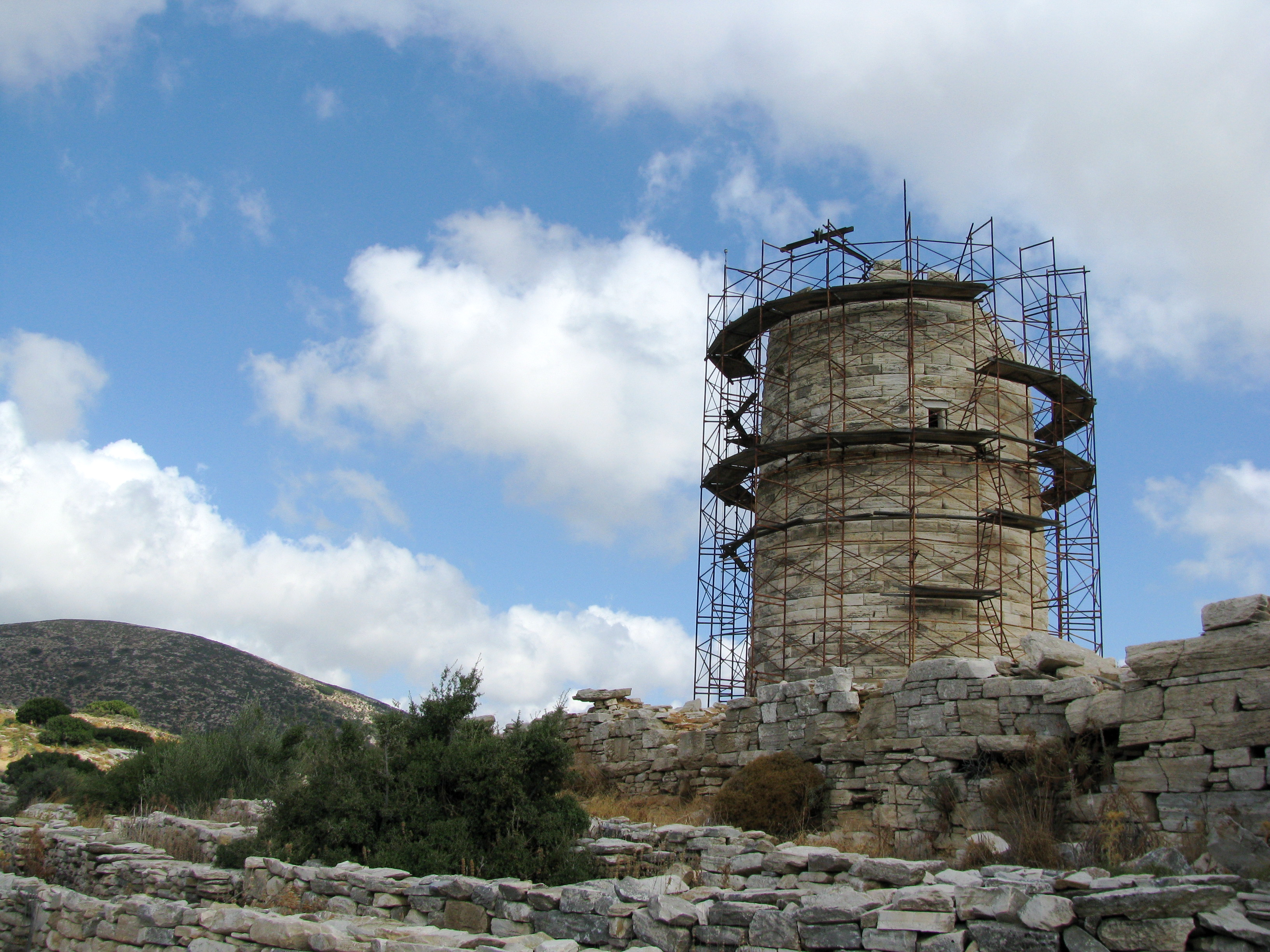
Tour hellénistique

L'oligarchie sous protectorat spartiate dura peu et ce fut une république qui repoussa le siège mené par le tyran de Milet, alors aidé par les Perses, Aristagoras, en 506 av J.-C.. Des « gras » exilés s'étaient réfugiés à Milet. Ils demandèrent à Aristagoras, qui était de leurs amis, de les aider à reprendre le pouvoir dans leur cité. Cependant, Aristagoras hésitait devant la puissance navale et militaire (qu'il évaluait à 8 000 hommes) de l'île. Il se tourna donc vers Artaphernès gouverneur de Sardes qui équipa deux-cents trières avec l'accord de Darius. Le commandement de la flotte fut confié à Mégabate. Une dissension survint entre Aristagoras et Mégabate, aussi ce dernier fit-il prévenir les Naxiens. Ceux-ci organisèrent alors leur défense, faisant entrer autant de réserves possibles dans la forteresse. Les Perses, les hommes d'Aristagoras et les « gras » exilés y mirent un siège qui dura quatre mois, mais échoua. Avant de se retirer, les Perses construisirent une forteresse qu'ils donnèrent aux exilés,.
En 490 av J.-C., pendant la première guerre médique, les Perses menés par le général Datis s'emparèrent de l'île, sans que les Naxiens ne se soient défendus. La majeure partie avait fui dans la montagne. Les habitants qui n'avaient pas pu fuir furent réduits en esclavage. La ville et les temples furent incendiés. L'île entra dans l'orbite perse. Les Naxiens firent cependant défection et participèrent à la bataille de Salamine en apportant quatre trières aux Grecs. Des Naxiens furent ensuite présents à la bataille de Platées. Le nom de la cité est sur le trépied offert à Delphes,.
Après la victoire, l'île fit partie de la ligue de Délos. Très vite, elle s'insurgea contre l'impérialisme athénien : en 468 av J.-C., Naxos fit défection avec sa flotte. Elle fut alors assiégée et asservie par Athènes, dit Thucydide, « contrairement à la règle » (I, 98, 4). Les Athéniens envoyèrent par la suite des clérouques (colons) dans l'île, 500 par exemple après l'exil de Thucydide, l'adversaire de Périclès, en 443 av J.-C..
Naxos appartint à la Ligue des Nésiotes puis passa sous domination des Ptolémées puis des Macédoniens puis de Rhodes avant d'entrer dans l'orbite de Rome. En 41 av J.-C., l'île fut intégrée dans la province romaine des îles dont la capitale était Rhodes.

## Période byzantine
La tradition locale veut que l'île ait été évangélisée depuis Patmos par des disciples de Saint Jean l'Évangéliste, des proches de Polycarpe de Smyrne. Les premiers évêques avérés de l'île furent Auxentius qui fut présent au concile de Sardica en 347 et Varachos, présent au concile de Chalcédoine en 451.
Vers le milieu du VIe siècle, en raison des raids arabes, le centre de gravité de l'île quitta les bords de mer pour le plateau de Traghéa et les abords de la forteresse d'Apalyrou. Il y resta jusqu'au XIIIe siècle. Les églises se multiplièrent et la vallée de Sangrí est considérée comme un petit Mistra.
Au IXe siècle, alors qu'ils occupaient la Crète, les Arabes avaient aussi soumis Naxos qui devait payer un tribut. L'île leur servait même de relais et de lieu de ravitaillement lors de leurs raids à travers l'Égée. La reconquête de la Crète par Nicéphore Phocas amena un siècle et demi de paix et de prospérité dans l'Égée. Naxos connut alors son apogée à l'époque byzantine : restructuration de la basilique paléo-chrétienne de Protothronos, construction de la cathédrale d'Aghios Mamas par exemple.
Naxos fut un évêché suffragant de Rhodes jusqu'en 1083, date à laquelle l'empereur Alexis Comnène l'associa avec sa voisine Paros, pour former l'archevêché de Paronaxia,.
Au XIe siècle, deux nobles de Constantinople dominaient l'île : un Nikitas, avant 1080 et un Ioannis.

## Duché de Naxos

### Conquête et dynastie Sanudi

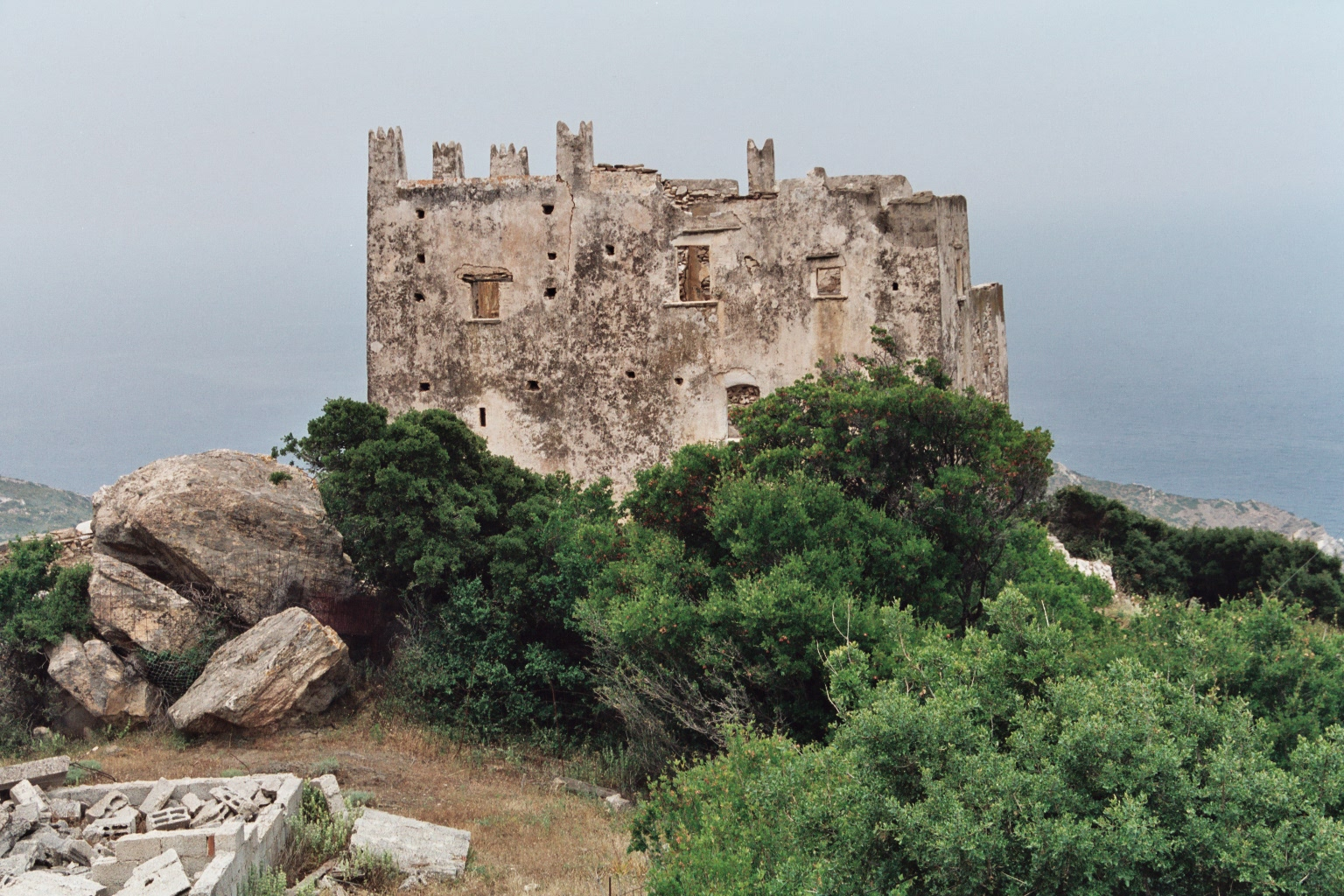
La tour « vénitienne » d'Agia, dans la campagne naxiote, ayant appartenu à la famille Kókkos au XVII.

En 1204, la IVe Croisade s'empara de Constantinople, et les vainqueurs se partagèrent l'Empire byzantin. La souveraineté nominale sur les Cyclades échut aux Vénitiens. Ces derniers, ne pouvant faire face aux dépenses d'une nouvelle expédition, annoncèrent qu'ils laisseraient la gestion des îles à qui serait capable de s'en emparer pour eux. De nombreux aventuriers armèrent alors des flottes à leurs frais, dont Marco Sanudo, neveu du Doge Enrico Dandolo. Il s'empara sans coup férir de Naxos en 1205 et en 1207, il contrôlait les Cyclades avec ses compagnons et parents. Il fonda le duché de Naxos, autour de l'île éponyme qui contrôlait alors aussi Paros, Antiparos, Milos, Siphnos, Kythnos et Syros. Les Ducs de Naxos devinrent vassaux de l'empereur latin de Constantinople en 1210. Ils imposèrent le système féodal occidental sur les îles qu'ils dominaient. Dans les Cyclades, Sanudo était le suzerain et les autres seigneurs « francs » (comme on appelait tout ce qui venait d'Occident à l'époque) ses vassaux. Venise ne profitait donc pas directement de cette conquête, même si le duché dépendait nominalement d'elle et qu'il avait été stipulé qu'il ne pouvait être transmis qu'à un Vénitien. Cependant, la République y avait trouvé avantage : l'Archipel avait été débarrassé de ses pirates, mais aussi des Génois et la route commerciale vers Constantinople était sécurisée. Les habitats redescendirent vers les côtes et y furent fortifiés par les seigneurs latins. Marco Sanudo changea ainsi le visage de Naxos en faisant redescendre la population vers le littoral. Il fit en effet construire une nouvelle capitale, au bord de la mer, sur le site de la ville antique abandonnée. Sur l'ancienne acropole antique, une forteresse, le kastro, fut construite. Elle englobait dans un mur d'enceinte complété de tours le palais ducal, avec un donjon et une chapelle ducale en style gothique (aujourd'hui disparue), les résidences des familles latines et la cathédrale catholique, dédiée à l'Annonciation. Les Grecs s'installèrent entre le kastro et le port, dans les faubourgs de Bourgou et Néochorio,,,.

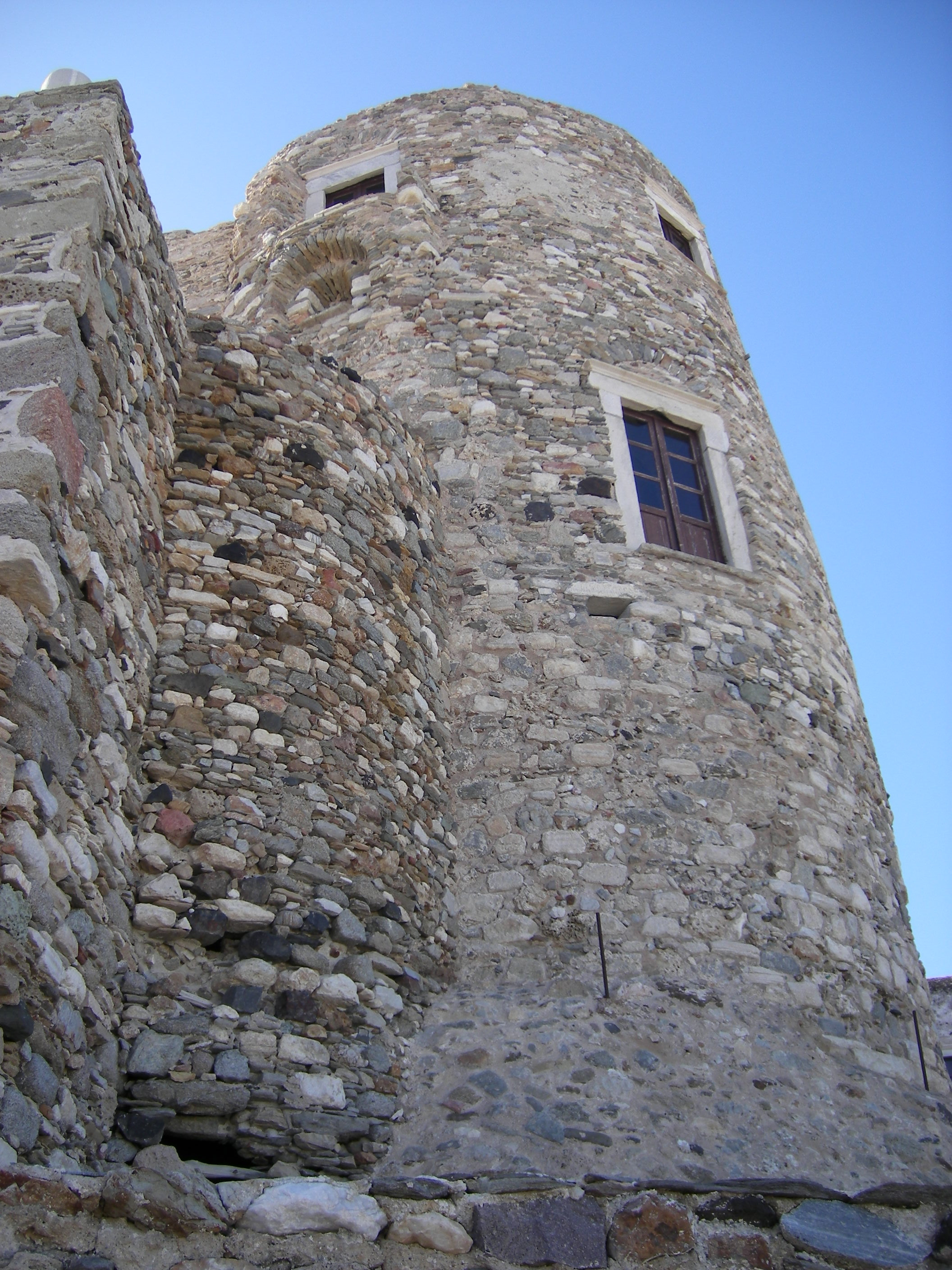
La tour « Glezos » ou « Crispi », une des dernières tours du kastro de Chora.

La coutume de la principauté de Morée, les Assises de Romanie devint rapidement la base de la législation dans les îles. En effet, à partir de 1248, le Duc de Naxos devint le vassal de Guillaume II de Villehardouin. Le système féodal fut appliqué même pour les plus petites propriétés, ce qui eut pour effet de créer une importante « élite locale ». Les « nobles francs » reproduisirent la vie seigneuriale qu'ils avaient laissée derrière eux : ils se construisirent des « châteaux », les célèbres « tours vénitiennes » où ils entretinrent une cour. Le système féodal « franc » se surimposa au système administratif byzantin, conservé par les nouveaux seigneurs : les taxes et corvées féodales étaient appliquées aux divisions administratives byzantines et l'exploitation des fiefs continuait selon les techniques byzantines. La loi byzantine resta aussi en vigueur pour les mariages et les propriétés pour la population locale d'origine grecque. Il en était de même pour la religion : si la hiérarchie catholique dominait, la hiérarchie orthodoxe subsistait et parfois, lorsque le curé catholique n'était pas disponible, la messe était célébrée par le pope orthodoxe,,.

### Déclin et dynastie Crispi
Au XIIIe siècle, la tentative de reconquête de l'Égée par Alexis Philanthropenos pour l'Empereur byzantin Michel VIII Paléologue échoua devant Paros et Naxos, mais certaines îles avaient été conquises et gardées par les Byzantins. Le Duché commençait à se restreindre,. Niccolo III dalle Carceri, dernier duc de la famille des Sanudi, à la fin du XIVe siècle fut très vite considéré comme incompétent par la république de Venise qui souffrait de l'avancée ottomane en Égée. Elle se tourna vers Francesco Crispo, seigneur de Milos, donc vassal du Duc de Naxos et son cousin par alliance. Il fut envoyé sur Naxos en mars 1383 pour « régler le problème ». Lors d'une chasse, selon la version officielle, sur le chemin du retour, Niccolo III, accompagné des hommes de Crispo, fut l'objet d'une embuscade (tendue par des voleurs ou des « rebelles ») et fut mortellement blessé en tombant de son cheval. Pour pouvoir mater toute rébellion potentielle, Francesco Crispo dut s'emparer du pouvoir. Il fonda ainsi une nouvelle dynastie, celle des Crispi.

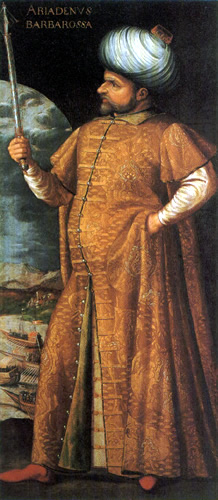
Khayr ad-Din Barberousse

Le duché se plaça de plus en plus sous domination vénitienne. Il fut même parfois gouverné directement par la Sérénissime (1499-1500 et 1511-1517). La pression ottomane se fit donc de plus en plus forte dans l'archipel. En mai 1537, deux cents navires de la flotte ottomane, commandée par Khayr ad-Din Barberousse, son Capitan Pacha (amiral), de retour de l'Adriatique traversa les Cyclades et le duché de Naxos. Après avoir ravagé Paros (île vénitienne), Barberousse envoya un émissaire au duc Giovanni IV Crispo. Le marché était simple : subir le sort de Paros ou payer un tribut et se reconnaître vassal de l'Empire ottoman. Les troupes turques débarquèrent dans le port de Naxos et s'installèrent dans les faubourgs de Chora. Le Duc préféra accepter le marché. Il versa 5 000 ou 6 000 (selon les sources) ducats et s'engagea à verser un tribut annuel de 5 000 ducats (la moitié du revenu annuel du duché). Les Ottomans se retirèrent. Barberousse lui-même revint sur Naxos réclamer le tribut de 1538. Tous les ans ensuite, le duc versa le tribut (haraç), plus des « cadeaux » aux Ottomans venus le réclamer ou aux capitaines qui faisaient escale dans l'île passée donc définitivement sous suzeraineté ottomane. À la fin du règne de Giovanni, un fort courant se développa dans la population grecque du duché en faveur d'un rattachement définitif à l'Empire ottoman. Son fils Giacomo IV Crispo fut déposé en 1566 par le sultan Sélim II et remplacé par Joseph Nasi. En 1579, à la mort de ce dernier, Naxos devint directement ottomane.

## Domination ottomane
Naxos passa ensuite aux Ottomans de 1566 à 1821.
La présence ottomane fut cependant légère, voire inexistante surtout après le XVIIe siècle. La peur des corsaires chrétiens qui les enlevaient et les rançonnaient poussa les Ottomans à quitter l'archipel. Un seul fonctionnaire, chargé des impôts, restait encore sur l'île. Il s'enfuit en barque à l'annonce du soulèvement de 1821. Il reste cependant des lieux portant encore des noms rappelant les Ottomans, ainsi qu'une fontaine sur la route entre Chóra et Engarés, dite « fontaine de l'Aga » et offerte par l'aga Hassan en 1579.
Les Naxiotes se soulevèrent régulièrement contre l'occupation étrangère de leur île. Cependant, ces soulèvements se firent plus contre les « Latins », descendants des conquérants catholiques vénitiens, que contre les Ottomans, comme en 1643, 1670 et 1681. Seule la révolte de 1595, un complot regroupant quinze îles, était directement dirigée contre l'Empire ottoman. Le retrait progressif de celui-ci laissa en charge les seigneurs catholiques, déjà grands propriétaires terriens du temps du duché de Naxos.

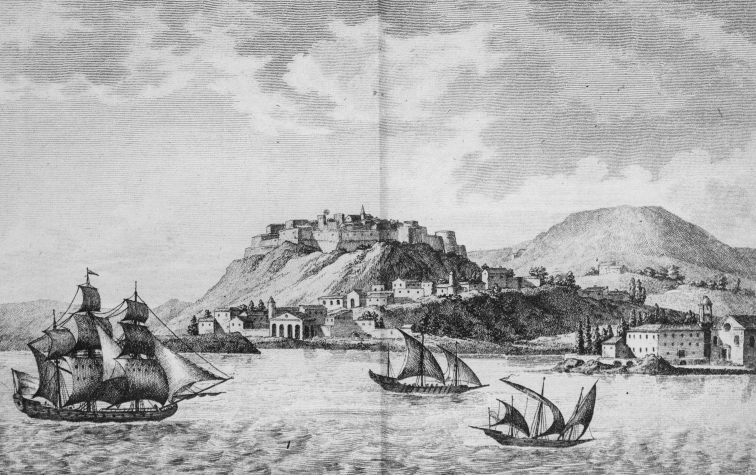
Naxos (Chora) au début du XVIII.

Tournefort, dans son Voyage d'un botaniste comptait vers 1700 une quarantaine de villages sur l'île pour 8 000 habitants.
Au XVIIIe siècle, les révoltes menées par la famille Politis, solidement installée dans sa tour forteresse à Akadimoi sur le plateau de Traghéa, furent les plus importantes. Markos Politis devint le chef du « Rassemblement des Villages » et mena la vie dure aux seigneurs latins. Il participa aussi à la révolution d'Orloff en 1770, mais il continua le combat après le départ des Russes jusqu'en 1802.
À la même époque, le diplomate français Choiseul-Gouffier fit escale sur Naxos en se rendant en 1776 à son ambassade à Constantinople. Il décrit l'île dans son Voyage pittoresque de la Grèce (I, p. 65) comme très fertile et prospère avec des « forêts d'orangers, de figuiers et de grenadiers » ; nourrissant « une grande quantité de bestiaux et de gibier » et où « le blé, l'huile, les figues et le vin sont toujours abondants », ainsi que la soie.

## Période moderne et contemporaine

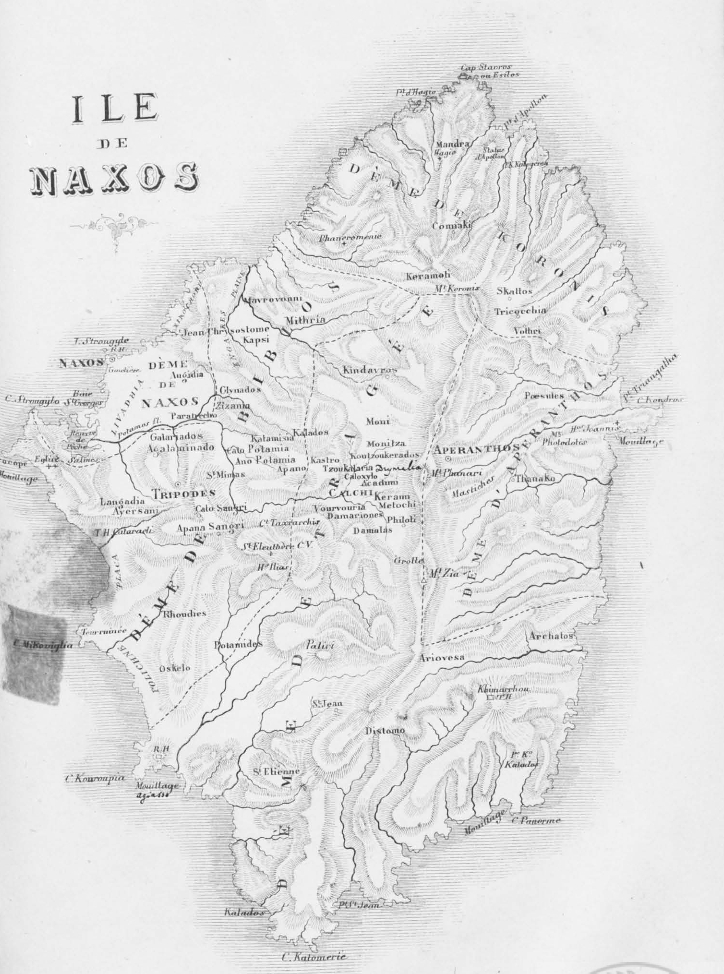
Carte de 1867.

Naxos prit part à la guerre d'indépendance grecque en fournissant deux navires et deux contingents pour un total de 800 hommes, commandés par un dénommé Raphtopoulos. Les soldats (tous grecs orthodoxes) allèrent soutenir la révolte en Crète,.
Au milieu du XIXe siècle, malgré un port ne pouvant accueillir de gros navires, l'île exportait orge, vins, figues, coton, soie, lin, fromage, sel, bœufs, moutons, mulets, émeri et huile. Elle produisait aussi le bois et le charbon pour sa propre consommation, ainsi que du laudanum. Enfin, la pêche le long de ses côtes était très productive.
Lors de l'occupation de la Grèce par les puissances de l'Axe, Naxos fit d'abord partie de la zone italienne, jusqu'en 1943. Elle fut ensuite occupée par les troupes allemandes. Comme sur d'autres îles de l'Égée, les résistants naxiotes s'organisèrent dans un « bataillon sacré ». Aidé de forces commando britanniques, celui-ci s'attaqua à la garnison allemande le 24 mai 1944 et lui infligea de lourdes pertes. L'attaque fut renouvelée le 15 octobre 1944. Elle réussit à libérer l'île de son occupation nazie et fit même soixante-neuf prisonniers.